# Tony Cascarino
Anthony "Tony" Guy Cascarino (St. Paul's Cray, 1 de setembro de 1962) é um ex-futebolista anglo-irlandês, que atuava como atacante.

## Carreira

### Inicio
Jogou profissionalmente por 19 anos, entre 1981 e 2000. Foi na sua primeira equipe, o Gillingham, onde passou mais tempo (seis temporadas no total). Em 1987, assinou com o Millwall, clube o qual torcia quando criança.  Saiu do Millwall no segundo semestre de 1990 e rumou por Aston Villa, Chelsea, Celtic até 1994, quando foi jogar no futebol francês.

### Futebol francês
Acabaria encerrando a carreira na França. Até 1997, viveu, já veterano, boa fase no Olympique de Marseille, tendo chegado quando a equipe, em virtude de um escândalo de manipulação de resultados, foi punida com o rebaixamento. Parou no Red Star Saint-Ouen, onde jogou duas vezes em 2000.

## Seleção
“"Não tinha direito de jogar pela Irlanda. Fui uma fraude. Um falso irlandês".”

— Cascarino, em sua autobiografia, reconhecendo que não possuía sangue irlandês.
Cascarino foi um dos muitos ingleses de origem irlandesa que resolveram defender a Irlanda, quando os dirigentes da Seleção resolveram fortalecer a equipe, então à sombra da vizinha Irlanda do Norte. Ele, que também possui ascendência italiana (daí seu sobrenome), participou dos três primeiros torneios que a Seleção Irlandesa se classificou: a Eurocopa 1988, a Copa de 1990 e a Copa do Mundo de 1994. Jogaria pelo país até 1999. 